# Banksia epica
Die Pflanzenart Banksia epica gehört zur Gattung Banksia in der Familie der Silberbaumgewächse (Proteaceae). Sie wächst als Strauch an der Südküste des australischen Bundesstaates Western Australia. Es sind nur zwei isolierte Vorkommen bekannt, beide im westlichen Abschnitt der Großen Australischen Bucht. Die Populationen wachsen auf Dünen aus Quarzsand, oberhalb einer Kliffküste, in einer Heidelandschaft.
Obwohl wahrscheinlich schon Edward John Eyre diese Banksia-Art im Jahr 1841 sah, dauerte es bis 1973, als sie erstmals gesammelt wurde. 1988 wurde sie als eigenständige Art beschrieben. Danach wurde nicht mehr viel über diese Art publiziert, so dass die Kenntnisse über ökologische Aspekte oder die Eignung als Zierpflanze begrenzt sind. Zusammen mit der nahe verwandten, viel bekannteren und häufig kultivierten Banksia media wird sie innerhalb der Gattung Banksia in die Serie Cyrtostylis eingeordnet.

## Beschreibung
Banksia epica wächst als dicht verzweigter, ausgebreiteter Strauch, mit Wuchshöhen von 0,3 bis zu 3,5 Meter. Die Borke ist grau und rissig. Die wechselständig und an den Zweigspitzen fast wirtelig angeordneten, kurz gestielten Laubblätter haben eine dunkelgrüne Farbe, sie sind spatelförmig bei einer Länge von 15 bis 50 Millimeter und einer Breite von 6 bis 15 Millimeter. Der Blattrand ist gezähnt. Der Blattstiel ist 2 bis 8 Millimeter lang.

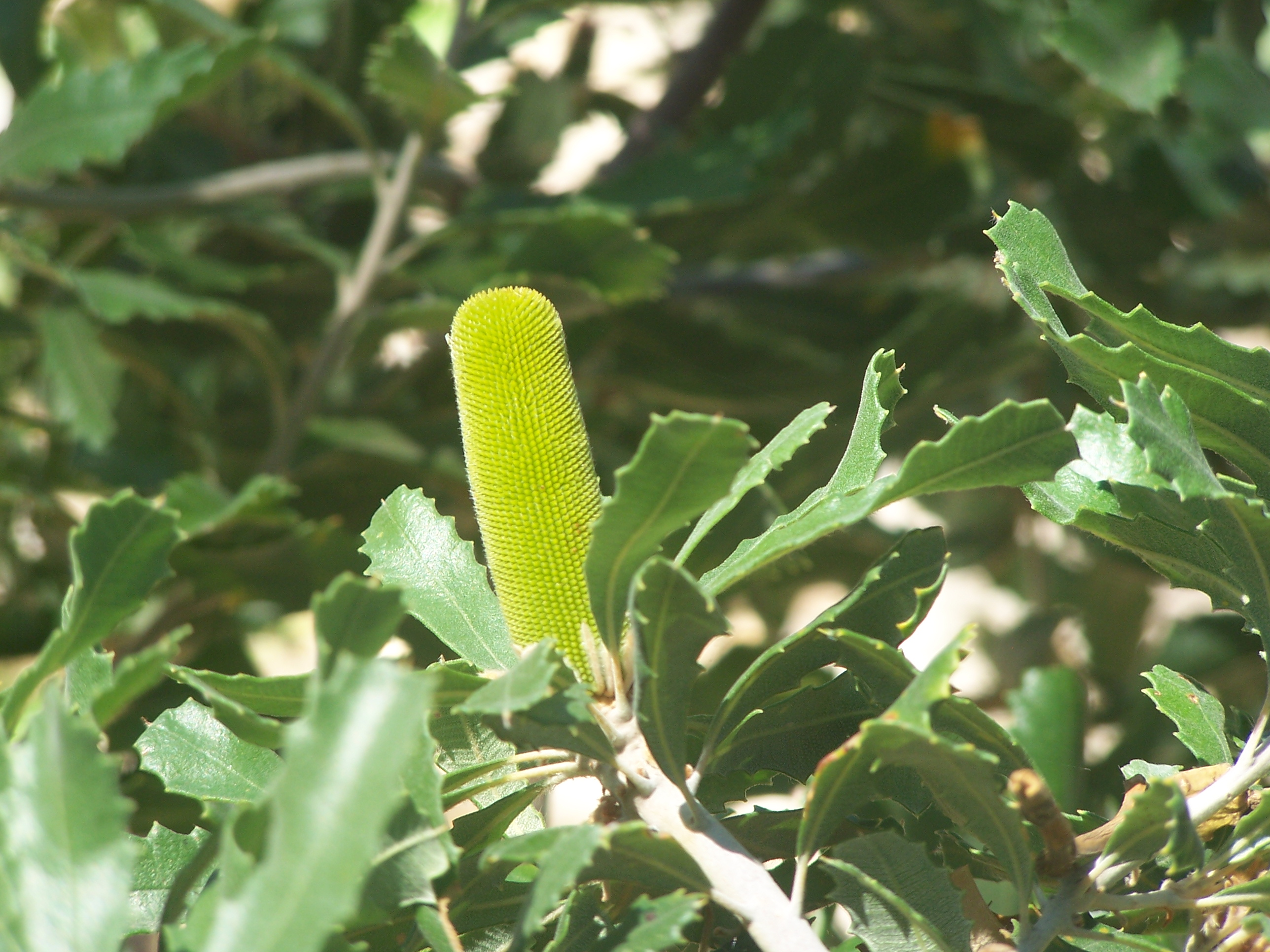
Blütenstand mit noch geschlossenen Blüten.

Die Blüten sind – charakteristisch für Banksia – in einem kolbenförmigen Blütenstand zusammengefasst, er steht endständig an den Zweigen. Er misst 9 bis 17 Zentimeter in der Länge bei einem Durchmesser von etwa 6 Zentimeter. Je zwei Blüten stehen paarweise beieinander, mehrere Hundert dieser Blütenpaare sind spiralig an der verholzten Blütenstandsachse angeordnet. Die Blüten sind gelb oder cremefarben, die Blütenhülle besteht aus vier zu einer Röhre verwachsenen Blütenhüllblättern. Der lange, dünne Griffel ist, wie in dieser Sektion der Gattung Banksia üblich, gerade und nicht hakenförmig gekrümmt. Noch in der Knospe wird der Pollen auf eine bestimmte, grau-grün oder bräunlich gefärbte Stelle des Griffels abgeladen, ähnlich wie bei Banksia robur. Öffnen sich die Blütenknospen, tritt der Griffel mit Narbe und dem Pollen hervor.
An der verholzten Blütenstandsachse entwickeln sich bis zu 50 Balgfrüchte. Teile der Blüten bleiben noch lange haften und geben dem Fruchtstand das Aussehen eines haarigen Zapfens. Die schön violett gefärbten Balgfrüchte weisen eine Länge von 13 bis 20 Millimeter und Höhe von 7 bis 10 Millimeter, eine Breite von 6 bis 9 Millimeter auf. Die Samen sind 2,2 bis 2,4 Zentimeter lang.
Banksia epica sieht sehr ähnlich aus wie die nahe verwandte Banksia media. Unterscheidungsmerkmale sind die bei Banksia epica größeren Blüten und etwas kürzeren Blätter. Die vertrockneten Blütenreste am Fruchtstand sind eingerollt und weisen aufwärts, während sie bei Banksia media gerade und abwärts gerichtet sind.

## Botanische Geschichte
Der erste Europäer, der Banksia epica sah, war wahrscheinlich Edward John Eyre, der als Erster diese Gegend erkundete. Er berichtete am 1. Mai 1841 von „verkrüppelten Exemplaren“ der Gattung Banksia, während er im westlichen Teil der Großen Australischen Bucht unterwegs war:

“One circumstance in our route to-day cheered me greatly, and led me shortly to expect some important and decisive change in the character and formation of the country. It was the appearance for the first time of the Banksia, a shrub which I had never before found to the westward of Spencer’s Gulf, but which I knew to abound in the vicinity of King George’s Sound, and that description of country generally. Those only who have looked out with the eagerness and anxiety of a person in my situation, to note any change in the vegetation or physical appearance of a country, can appreciate the degree of satisfaction with which I recognised and welcomed the first appearance of the Banksia. Isolated as it was amidst the scrub, and insignificant as the stunted specimens were that I first met with, they led to an inference that I could not be mistaken in, and added, in a tenfold degree, to the interest and expectation with which every mile of our route had now become invested.”

„Ein Umstand erfreute mich heute auf unserer Reise besonders und ließ mich auf eine baldige, wichtige und einschneidende Änderung im Charakter der Landschaft hoffen. Es war dies das erste Auftreten der Banksia, ein Strauch, den ich zuvor nie westlich des Spencer-Golfes gefunden hatte, von dem ich aber wusste, dass er in der Nähe des King George Sound und ähnlicher Landstriche häufig vorkommt. Nur jemand, der mit derselben ängstlichen Erwartung wie ich damals auf jede Veränderung der Vegetation und Gestalt des Landes blickte, kann den Grad der Freude ermessen, als ich die ersten Exemplare der Banksia erkannte und willkommen hieß. Vereinzelt aus niedrigem Gebüsch ragend, verkrüppelt und unscheinbar wie die ersten Sträucher, die ich antraf, auch waren, führten sie mich doch zu einer sicheren Schlussfolgerung und verzehnfachten die Aufmerksamkeit und Hoffnung, mit der wir jetzt jede Meile unserer Route betrachteten.“

Es wird angenommen, dass Eyre etwa in Höhe der sandigen Küstenabschnitte der Toolinna-Bucht segelte, als er das schrieb. Banksia epica und Banksia media sind die einzigen Banksia-Arten, die dort vorkommen, beide entsprechen in Gestalt und Lebensraum Eyres Beschreibung. Da er keine Exemplare sammelte, kann man nicht mehr genau sagen, welche der beiden Arten er sah.
Die erste Sammlung für ein Herbarium wurde erst im Oktober 1973 getätigt. Damals bereiste Ernest Charles Nelson die Toolinna-Bucht, um Pflanzen für die taxonomische Bearbeitung der Gattung Adenanthos zu sammeln. Er interessierte sich auch für andere Arten, die dort eine disjunkte Verbreitung haben und sammelte schließlich eine Vielzahl verschiedener Pflanzenarten. Am 22. Oktober sammelte er ein abgeblühtes Exemplar von Banksia epica, identifizierte es aber fälschlicherweise als Banksia media und legte es unter diesem Namen im Herbarium in Canberra ab.
Zwei freiwillige Helfer des Projektes „The Banksia Atlas“, John und Lalage Falconer aus Esperance, kamen 1985 zu der Überzeugung, dass sich in der Gegend von Point Culver drei verschiedene Banksia-Arten unterscheiden ließen, nicht nur zwei. 1986 bereisten sie dieses Gebiet erneut und sammelten Blätter und alte Blütenstände der Pflanzen, die sie für eine noch nicht beschriebene Art hielten. Die Pflanzenteile deuteten tatsächlich auf eine unbekannte Art hin, waren aber nicht ausreichend für eine wissenschaftliche Veröffentlichung. Im Mai des folgenden Jahres fuhr John Falconer über 2000 Kilometer auf Schotterpisten, um an frische Blüten und Früchte der unbekannten Pflanzenart zu gelangen.
Alexander Segger George bereitete die wissenschaftliche Beschreibung der Art vor. Während seiner Studien kam er zu der Erkenntnis, dass auch die von Nelson an der Toolinna-Bucht gesammelten Pflanzen zu dieser Art gehören. Da ihm aus der Gegend der Toolinna-Bucht keine Exemplare von Banksia media bekannt waren, schloss er, dass nur Banksia epica dort vorkomme und Eyre deshalb im Jahr 1841 Sträucher von Banksia epica gesehen habe. Die Beschreibung der Art wurde 1988 veröffentlicht. George wählte den Namen epica in Anspielung auf die beiden „epischen“ Reisen von Eyre und Falconer. Die komplette wissenschaftliche Bezeichnung lautet Banksia epica A.S.George Später stellte sich heraus, dass beide Arten, Banksia epica und Banksia media, an der Toolinna-Bucht vorkommen.

## Systematik
George stellte Banksia epica in die Untergattung Banksia subg. Banksia, weil der Blütenstand dem für diese Untergattung typischen entspricht; in die Sektion Banksia sect. Banksia, weil der Griffel gerade ist; und dort in die Serie Banksia ser. Cyrtostylis aufgrund der schmalen Blüten. Als nahe verwandte Arten vermutete er Banksia praemorsa und Banksia media, diese beiden haben kürzere Blüten und die Stelle des Griffels, die Blütenstaub trägt, ist kleiner als bei Banksia epica. Banksia praemorsa hat außerdem unbehaarte Blütenblätter, Banksia media besitzt größere, stärker gewellte Blätter.
Kevin Richard Thiele und Pauline Yvonne Ladiges veröffentlichten 1996 eine kladistische Untersuchung morphologischer Merkmale der Gattung Banksia. Während sie die Untergattungen und die meisten Serien von George übernahmen, ordneten sie seine Einteilung in Sektionen neu. Die Serie Cyrtostylis wurde als polyphyletisch erkannt, da sechs der vierzehn darin enthaltenen Arten verstreut im Kladogramm vorkamen. Die verbliebenen acht – darunter auch Banksia epica – formten eine Klade, die sich weiter in zwei Gruppen unterteilen ließ.
|                         | Banksia pilostylis |
|                         | |
|                         | \| \| Banksia media \| \| \| \| \| \| Banksia epica \| \| \| \| \| \| Banksia praemorsa \| \| Vorlage:Klade/Wartung/3 \| \| |
|                         | |
|                         | Banksia media |
|                         | |
|                         | Banksia epica |
|                         | |
|                         | Banksia praemorsa |
| Vorlage:Klade/Wartung/3 | |

|                         | Banksia media     |
|                         |                   |
|                         | Banksia epica     |
|                         |                   |
|                         | Banksia praemorsa |
| Vorlage:Klade/Wartung/3 |                   |

|                         | Banksia benthamiana                                                                                        |
|                         | |
|                         | Banksia audax                                                                                              |
|                         | |

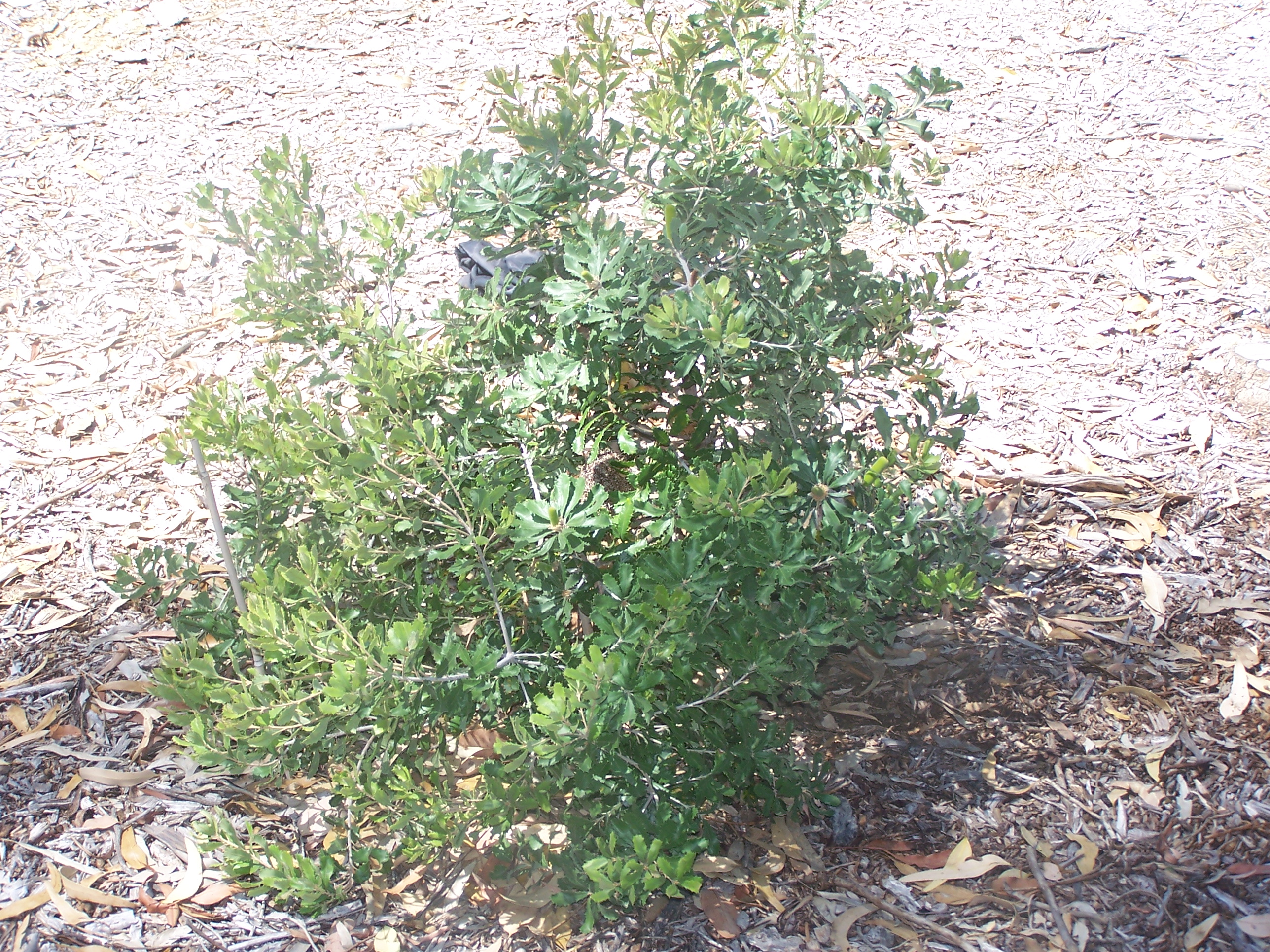
Habitus einer Pflanze in Kings Park, Western Australia.

|                         | \| \| Banksia laevigata subsp. laevigata \| \| \| \| \| \| Banksia laevigata subsp. fuscolutea \| \| \| \| |
| Vorlage:Klade/Wartung/3 | |
|                         | Banksia laevigata subsp. laevigata                                                                         |
|                         | |
|                         | Banksia laevigata subsp. fuscolutea                                                                        |
|                         | |

|  | Banksia laevigata subsp. laevigata  |
|  |                                     |
|  | Banksia laevigata subsp. fuscolutea |
|  |                                     |

|                         | Banksia pilostylis |
|                         | |
|                         | \| \| Banksia media \| \| \| \| \| \| Banksia epica \| \| \| \| \| \| Banksia praemorsa \| \| Vorlage:Klade/Wartung/3 \| \| |
|                         | |
|                         | Banksia media |
|                         | |
|                         | Banksia epica |
|                         | |
|                         | Banksia praemorsa |
| Vorlage:Klade/Wartung/3 | |

|                         | Banksia media     |
|                         |                   |
|                         | Banksia epica     |
|                         |                   |
|                         | Banksia praemorsa |
| Vorlage:Klade/Wartung/3 |                   |

|                         | Banksia benthamiana                                                                                        |
|                         | |
|                         | Banksia audax                                                                                              |
|                         | |
|                         | \| \| Banksia laevigata subsp. laevigata \| \| \| \| \| \| Banksia laevigata subsp. fuscolutea \| \| \| \| |
| Vorlage:Klade/Wartung/3 | |
|                         | Banksia laevigata subsp. laevigata                                                                         |
|                         | |
|                         | Banksia laevigata subsp. fuscolutea                                                                        |
|                         | |

|  | Banksia laevigata subsp. laevigata  |
|  |                                     |
|  | Banksia laevigata subsp. fuscolutea |
|  |                                     |

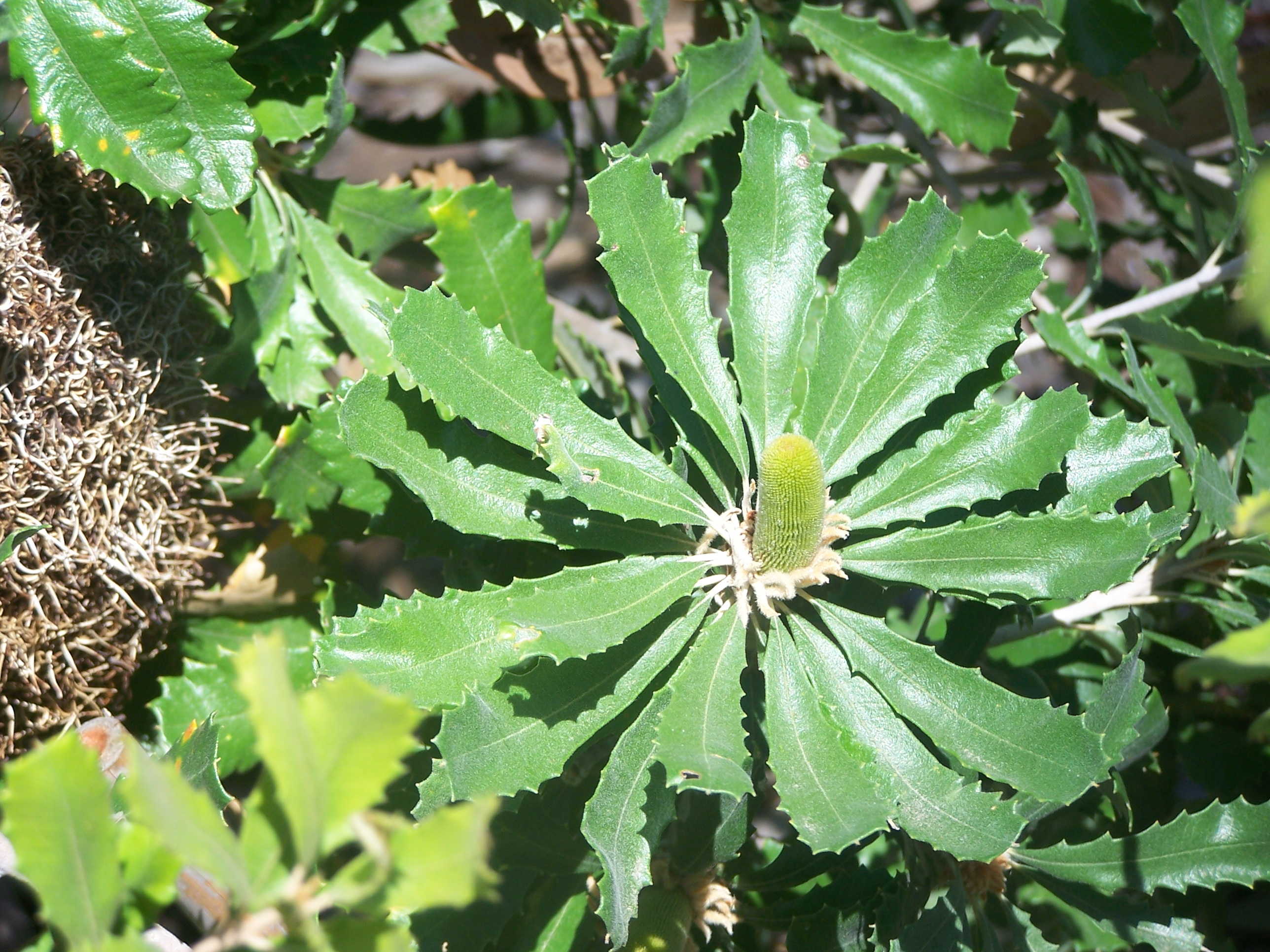
Zweigenden mit dicht zusammenstehen Laubblätter, in der Mitte ein endständiger, knospiger Blütenstand.

Thiele und Ladiges gaben den beiden Untergruppen den Rang einer Serie. Die Arten der ersten Untergruppe stellten sie weiterhin in die Serie Cyrtostylis, für die zweite Untergruppe stellten sie die Serie Ochraceae auf. Thiele und Ladiges stellten Banksia epica mit den drei Arten ihrer Klade in die Untergattung Banksia, Serie Cyrtostylis. George verwarf die Einteilung der beiden 1999 in seiner Gattungsrevision und fasste die Serie Ochraceae mit 13 Arten wesentlich weiter.
Von Austin Mast wurden seit 1998 Ergebnisse seiner kladistischen Studien publiziert, die sich auf DNA-Sequenzen aus der Subtribus Banksiinae stützen. Die daraus folgenden Verwandtschaftsverhältnisse entsprechen nicht den früheren taxonomischen Einteilungen. In Bezug auf Banksia epica bestätigen Masts Ergebnisse allerdings die Annahmen von Thiele und Ladiges. Auch bei Mast findet sich Banksia epica in einer nicht weiter hierarchisch strukturierten Klade, die genau der Serie Cyrtostylis von Thiele und Ladiges entspricht.

## Verbreitung und Lebensraum

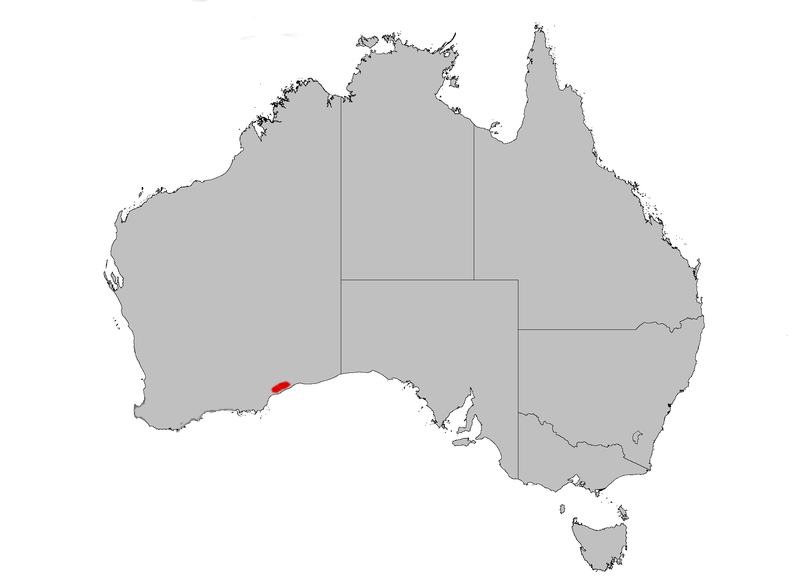
Verbreitungskarte

Von Banksia epica sind nur zwei Populationen bekannt. Sie befinden sich im östlichen Teil der Esperance-Ebene im südwestlichen Australien, nahe dem westlichen Ende der Großen Australischen Bucht. Die größere Population wächst etwa 30 Kilometer westlich von Point Culver, mit im Jahr 1989 geschätzten 2000 Pflanzen. Ein kleinerer Bestand befindet sich etwa 70 Kilometer weiter östlich an der Toolinna-Bucht, mit im Jahr 1991 geschätzten 350 Pflanzen. Diese Population stellt die östliche Verbreitungsgrenze der im südwestlichen Australien wachsenden Banksia-Arten dar; erst 900 Kilometer weiter östlich gibt es wieder andere Banksia-Arten.
An beiden Standorten wächst Banksia epica in einer Heidelandschaft in Dünen oberhalb einer Steilküste, in weißem, tiefgründigem Quarzsand. Die Art kommt zusammen mit Banksia media vor, am Point Culver wächst auch Banksia praemorsa. Der Sand an der Toolinna-Bucht ist leicht alkalisch, Banksia epica und Banksia media sind die einzigen Banksia-Arten, die in alkalischem Boden wachsen.
Die Dünen aus Quarzsand oberhalb der Kliffküste an beiden Standorten sind ungewöhnliche topographische Formationen, fast alle Bodenarten in der Umgebung sind kalkhaltig. Da Banksia-Arten auf kalkhaltigen Böden nicht vorkommen, und auch die Samen nicht über weite Entfernungen verbreitet werden, sind die beiden Populationen von Banksia epica wohl voneinander isoliert. Von Nelson stammt die Theorie, dass früher entlang der Küste ein kontinuierlicher Streifen von Böden aus Quarzsand bestand, der ein größeres und zusammenhängendes Habitat für Banksia epica bot. Durch einen Anstieg des Meeresspiegels blieben nur die isolierten, höher gelegenen Dünen als geeignete Standorte. Die Tatsache, dass die beiden Populationen sich nicht merklich voneinander unterscheiden, legt nahe, dass die Isolierung noch nicht sehr lange anhält, vielleicht erst seit dem Ende der letzten Eiszeit.

## Ökologie

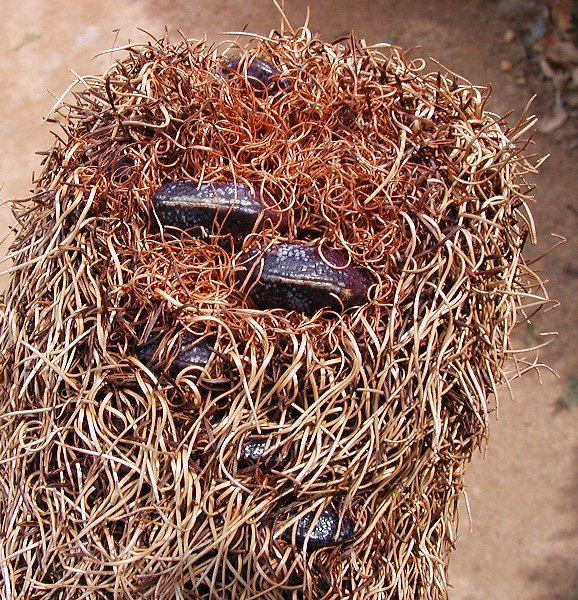
Samenstand mit rötlichen Balgfrüchten

Als Bestäuber von Banksia epica wurden die beiden Vogelarten Weißaugen-Honigfresser (Phylidonyris novaehollandiae) und Acanthiza chrysorrhoa festgestellt. Weitere Bestäuber wurden nicht festgestellt, aber die Art ist wenig untersucht und von anderen Banksia-Arten sind zahlreiche weitere Bestäuber bekannt. So wurden zum Beispiel bei einer Untersuchung der nah verwandten Banksia media verschiedene Nektar fressende Vögel und Beuteltiere gefunden, die Pollen dieser Art trugen. Ebenso spielten Bestäubung durch Insekten und Selbstbestäubung eine Rolle bei der Samenbildung.
Wie die meisten Silberbaumgewächse (Proteaceae) bildet Banksia epica Proteoidwurzeln, Wurzeln mit dichten, kurzen Seitenwurzeln, die einen Filz in der obersten Bodenschicht, dicht unter der Streu, bilden. Sie erlauben eine verbesserte Aufnahme von Nährstoffen in armen Böden. Im Falle eines Brandes hat die Pflanze keine unterirdischen Reserveorgane, die danach austreiben könnten. Allerdings überstehen die Samen, wie bei vielen Banksia-Arten, einen Brand und werden danach freigesetzt. Banksia epica ist sehr anfällig für Schädigungen durch den Pilz Phytophthora cinnamomi.
Weil so wenige Standorte und Exemplare bekannt sind, ist Banksia epica als „Dringlichkeitsstufe zwei – wenig untersuchte Art“ vom Umweltministerium des Bundesstaates Western Australia eingestuft worden (Priority Two – Poorly Known Taxa innerhalb des Bewertungssystems Conservation Codes for Western Australian Flora). Im Bewertungssystem ROTAP der CSIRO ist die Art als „2RC“ eingestuft, was bedeutet, dass sie selten ist, mit einem Verbreitungsgebiet unter 100 km, aber nicht unmittelbar bedroht. Eine Bedrohung der Art wird nicht angenommen, weil beide Standorte im Nuytsland Nature Reserve liegen, ungestört und gesund sind. Da die Umgebung nicht gut erschlossen und untersucht ist, sind weitere, unbekannte Standorte möglich.

## Kultur
Banksia epica ist noch nicht lange in gärtnerischer Kultur. Einer der ersten, der die Art kultivierte, war Kevin Collins von der Banksia Farm in Albany. In lehmigem bis sandig-schottrigem Substrat zeigte sie eine gute Toleranz für alkalischen Boden. Der Botanische Garten in Canberra hat die Art ebenfalls erfolgreich kultiviert. Samen wurden 1996 ausgesät, die Pflanzen konnten 1997 ausgepflanzt werden. Sämlinge, die an Stellen ohne guten Wasserabzug gepflanzt wurden, starben ab, während anderen an gut drainierten Standorten bis 2002 schon eine Höhe von einem Meter erreichten und reich blühten.
In Ermangelung von speziell für Banksia epica geltenden Informationen empfiehlt George, die Kultur an den ähnlichen Arten Banksia media und Banksia praemorsa zu orientieren. Beide verlangen einen sonnigen Standort in gut drainiertem Boden, sie vertragen nur einen leichten Rückschnitt nicht über die beblätterten Sprossteile hinaus. Die gärtnerische Vermehrung erfolgt über Samen oder Stecklinge.